# Delta interioară a Nigerului

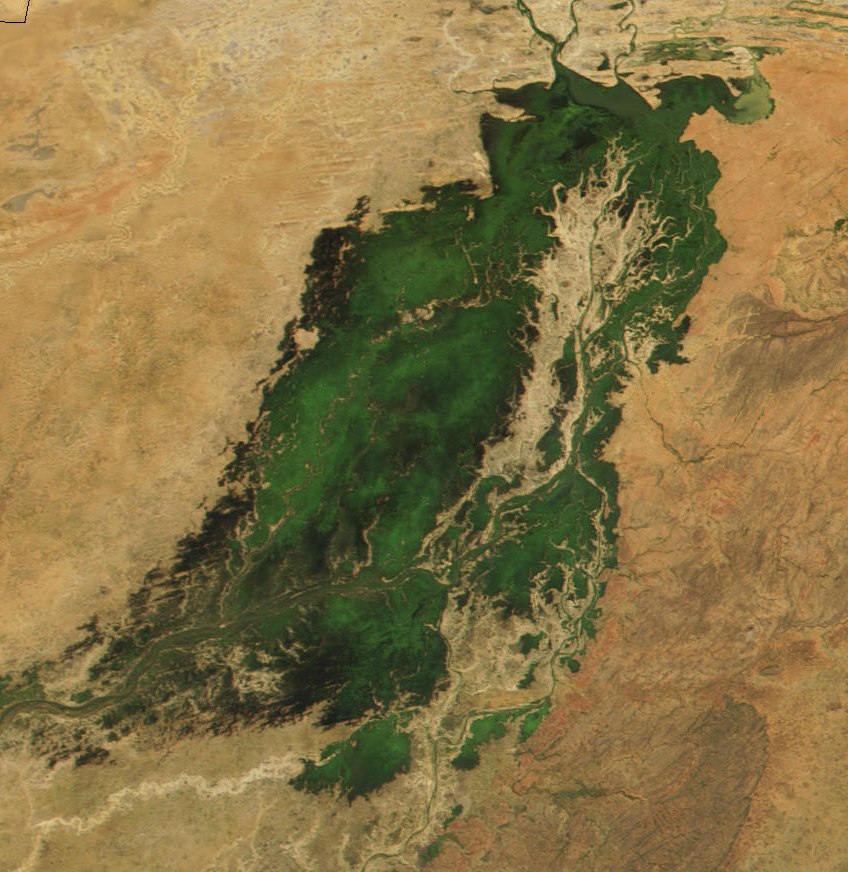
Delta interioară a Nigerului în timpul sezonului ploios (2001)

Delta interioară a Nigerului, de asemenea cunoscutǎ ca Macina este o regiune întinsǎ, situatǎ în cursul de mijloc al fluviului Niger în Mali. Este o vale mlăștinoasă foarte largǎ, cu multe lacuri, brațe moarte și mâneci.

## Caracteristicǎ
Delta are o lungime de 425 km cu o lățime medie de 87 km. Astǎzi, în regiunea unde Niger fuzioneazǎ cu principalul sǎu afluent Bani, a existat un întins lac endoreic. În prezent, lacul se formeazǎ doar în timpul sezonului umed, apele sale sunt folosite de oameni pentru a irigația terenurilor din jur, precum și pentru adǎpatul numeroaselor animale și pǎsǎri. În timpul sezonului ploios (iulie-octombrie) suprafața deltei crește de la 3,900 km ² la 20 mii km ². Atât delta interioarǎ cât și cea exterioarǎ a Nigerului, conțin o cantitate însemnatǎ de sedimente aluvionare. În regiunea orașului Tombouctou, numeroasele brațe ale fluviului se unesc într-un singur braț.

## Istorie

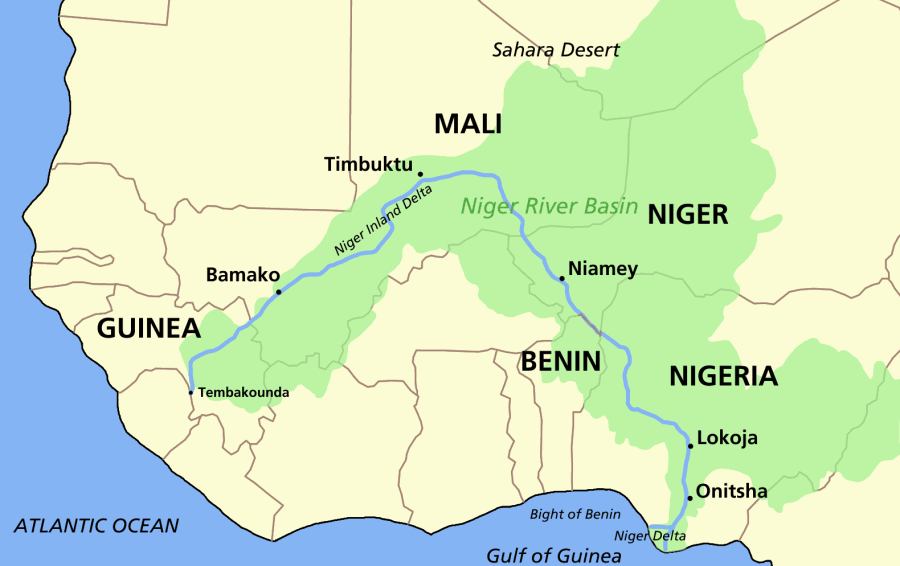
Harta bazinului hidrografic al fluviului Niger

Delta interioară a Nigerului, din timpuri strǎvechi a fost folositǎ de africani. Până în secolul al XV-lea, teritoriul deltei a aparținut Imperiului Mali, iar mai târziu Imperiului Songhai. La începutul secolului al XIX-lea, regiunea Macina aparținea de Imperiul Macina, cu capitala Hamdullahi. În 1862 statul a fost cucerit de către Umar Tall și a trecut la Imperiul Toucouleur, care, la rândul său, a fost cucerit de francezi în 1890. Regiunea aparține statului Mali din 1960, când acesta a obținut independența. În prezent o parte a deltei aparține statului nerecunoscut Azawad, care și-a declarat independența pe 6 aprilie 2012.

## Legǎturi externe
- Inner Niger Delta flooded savanna (World Wildlife Fund)